# Hidrografia da Croácia
A Hidrografia da Croácia é marcada por uma variedade de rios, lagos e pelo litoral do Mar Adriático. Com uma extensão costeira significativa e uma rede fluvial bem desenvolvida, a hidrografia desempenha um papel crucial na geografia e na vida cotidiana do país.

## Rios

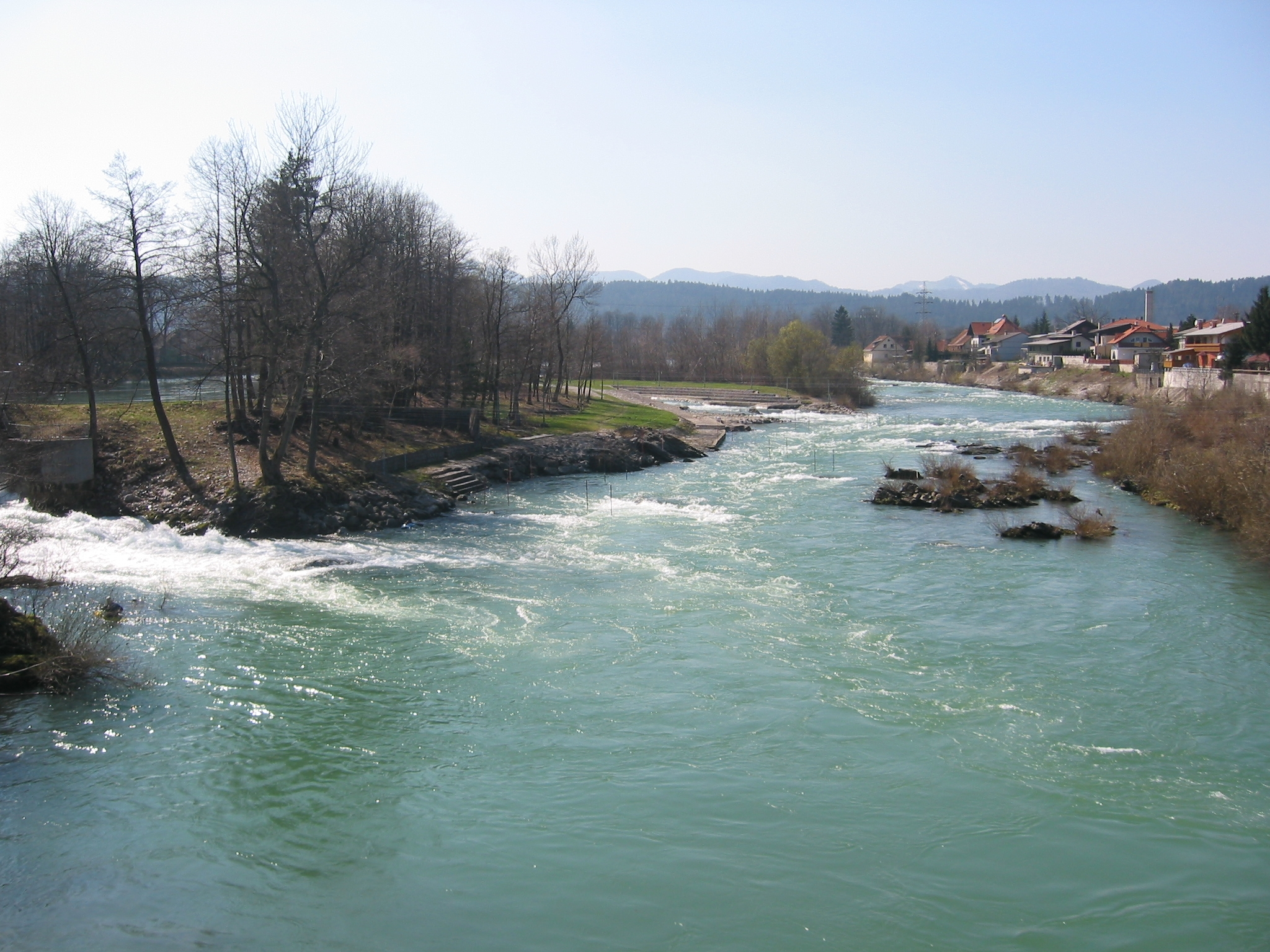
Rio Sava, na Croácia.

A Croácia é cruzada por vários rios importantes, sendo o mais significativo o Rio Sava, que é um dos principais afluentes do Rio Danúbio. O Sava se estende por aproximadamente 562 quilômetros como parte vital da fronteira entre a Croácia e a Bósnia e Herzegovina. Esses rios não só fornecem recursos hídricos essenciais para a agricultura e outras atividades econômicas, mas também desempenham um papel importante no transporte e na geração de energia hidrelétrica.
Alguns dos principais rios da Croácia são:
- Rio Sava: É o maior rio da Croácia em termos de volume de água. Ele se estende por cerca de 945 quilômetros e faz parte do sistema hidrográfico do rio Danúbio.
- Rio Drava: É um dos principais afluentes do rio Danúbio e se estende por cerca de 725 quilômetros, formando parte da fronteira entre a Croácia e a Hungria.
- Rio Kupa: Este rio corre pela região central e noroeste da Croácia, formando parte da fronteira entre a Croácia e a Eslovênia.
- Rio Una: Localizado na região noroeste da Croácia, o Rio Una é conhecido por suas águas cristalinas e paisagens naturais deslumbrantes.
- Rio Korana: É um afluente do rio Kupa e passa pela região central da Croácia, próximo ao Parque Nacional dos Lagos de Plitvice.
- Rio Neretva: Este rio flui através da região sul da Croácia, desembocando no Mar Adriático perto da cidade de Ploče. É conhecido por sua importância ambiental e paisagens cênicas.

## Lagos

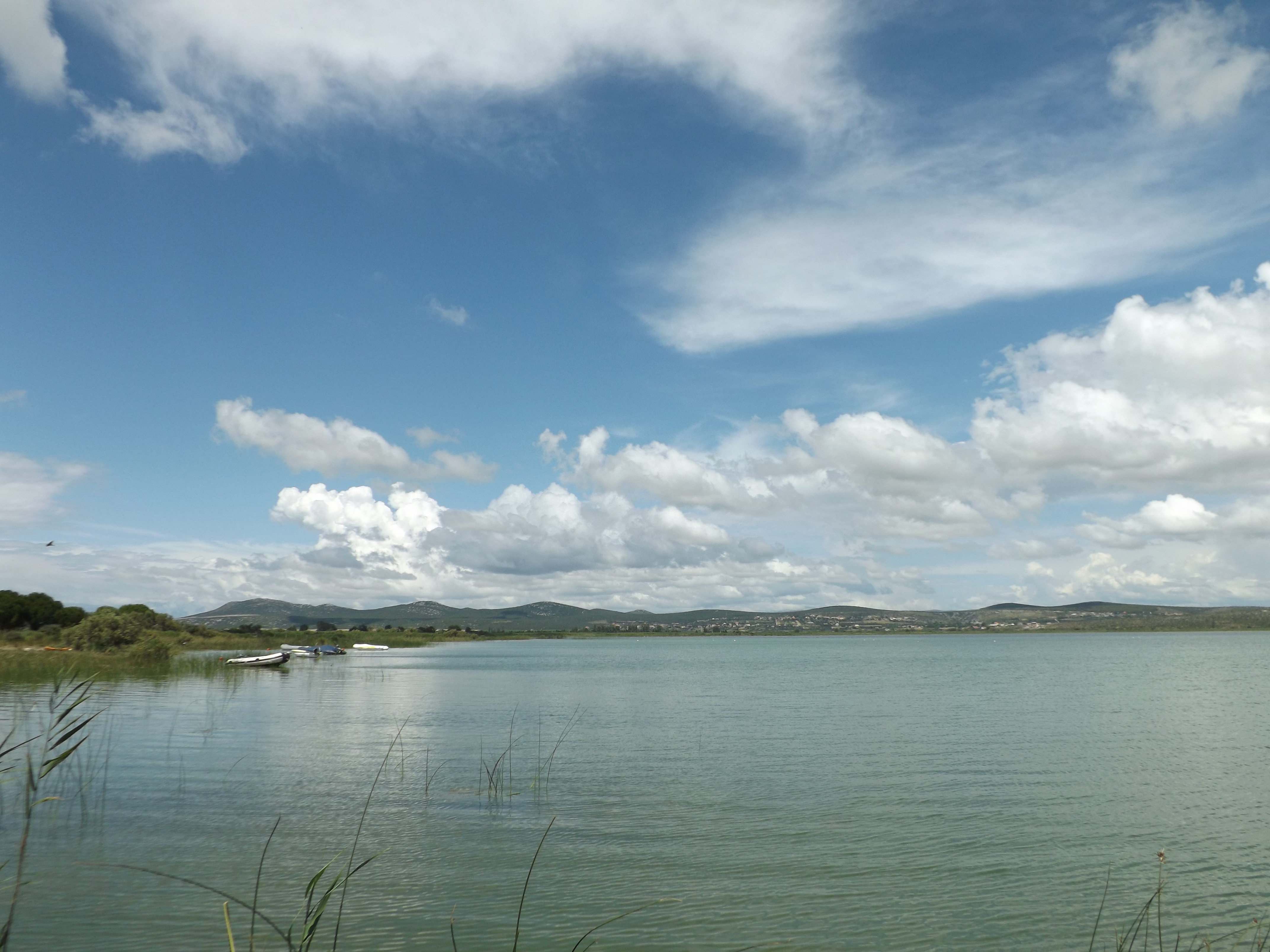
Lago Vrana, na Croácia.

Os lagos da Croácia são um destaque de sua paisagem natural. O Parque Nacional dos Lagos de Plitvice é uma das principais atrações do país, com suas águas cristalinas e cachoeiras espetaculares. Com 16 lagos interligados e uma paisagem cárstica única, este parque é reconhecido como Patrimônio Mundial da UNESCO. Além disso, o lago Vrana, localizado na ilha de Cres, e o Lago Perućac, no sul do país, são outros exemplos de belas formações lacustres croatas.
Alguns dos principais lagos e reservatórios da Croácia incluem:
- Lagos de Plitvice: Este é um dos locais naturais mais famosos e visitados da Croácia. Os Lagos de Plitvice são um conjunto de 16 lagos interligados por cachoeiras e cercados por densas florestas. Este parque nacional é um Patrimônio Mundial da UNESCO.
- Lago Vrana: Localizado na parte central da Dalmácia, o Lago Vrana é o maior lago natural da Croácia. Ele oferece habitats importantes para várias espécies de aves e vida selvagem.
- Lago Jarun: Este lago artificial está localizado em Zagreb e é uma área popular para atividades recreativas, como natação, windsurf, vela e ciclismo.
- Reservatório de Dubrava: Localizado perto de Karlovac, o Reservatório de Dubrava é um grande reservatório artificial formado pelo represamento do rio Mrežnica. É conhecido por suas águas claras e é um local popular para atividades aquáticas.
- Lago Cerknica: Embora não esteja totalmente localizado na Croácia, uma parte do Lago Cerknica está situada na fronteira com a Eslovênia. Este lago é conhecido por desaparecer durante os meses mais secos e reaparecer durante os períodos chuvosos.

## Canais

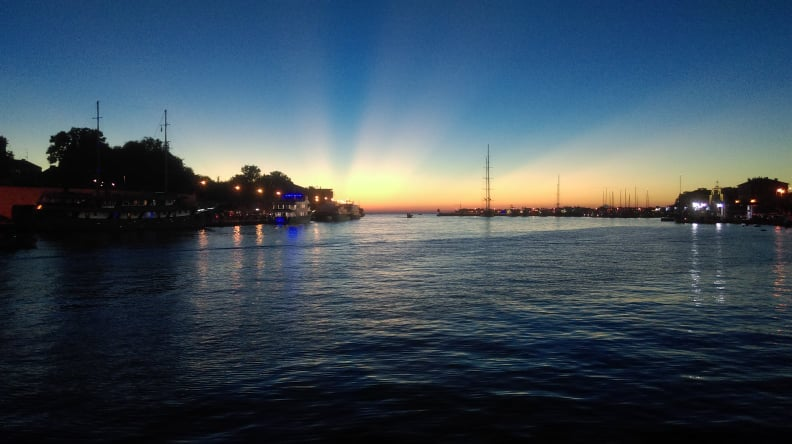
Canal Zadarski, na Croácia.

Os canais na Croácia estão localizados especialmente na região costeira e nas áreas adjacentes aos rios. Um dos canais mais notáveis é o Canal de Zadar, localizado perto da cidade de Zadar, na região da Dalmácia, no sul da Croácia. Este canal desempenha um papel importante na navegação e na conexão entre o Mar Adriático e os rios interiores.
Outro canal significativo é o Canal de Crikvenica, situado perto da cidade costeira de Crikvenica, no norte da Croácia. Este canal também oferece uma rota navegável para barcos e navios que viajam ao longo da costa croata.
Além desses, há uma série de canais menores e canais de irrigação que desempenham um papel vital na gestão da água e na agricultura em várias partes do país. Esses canais são essenciais para o transporte de mercadorias, turismo náutico, pesca e atividades recreativas ao longo das vias navegáveis croatas.

## Barragens

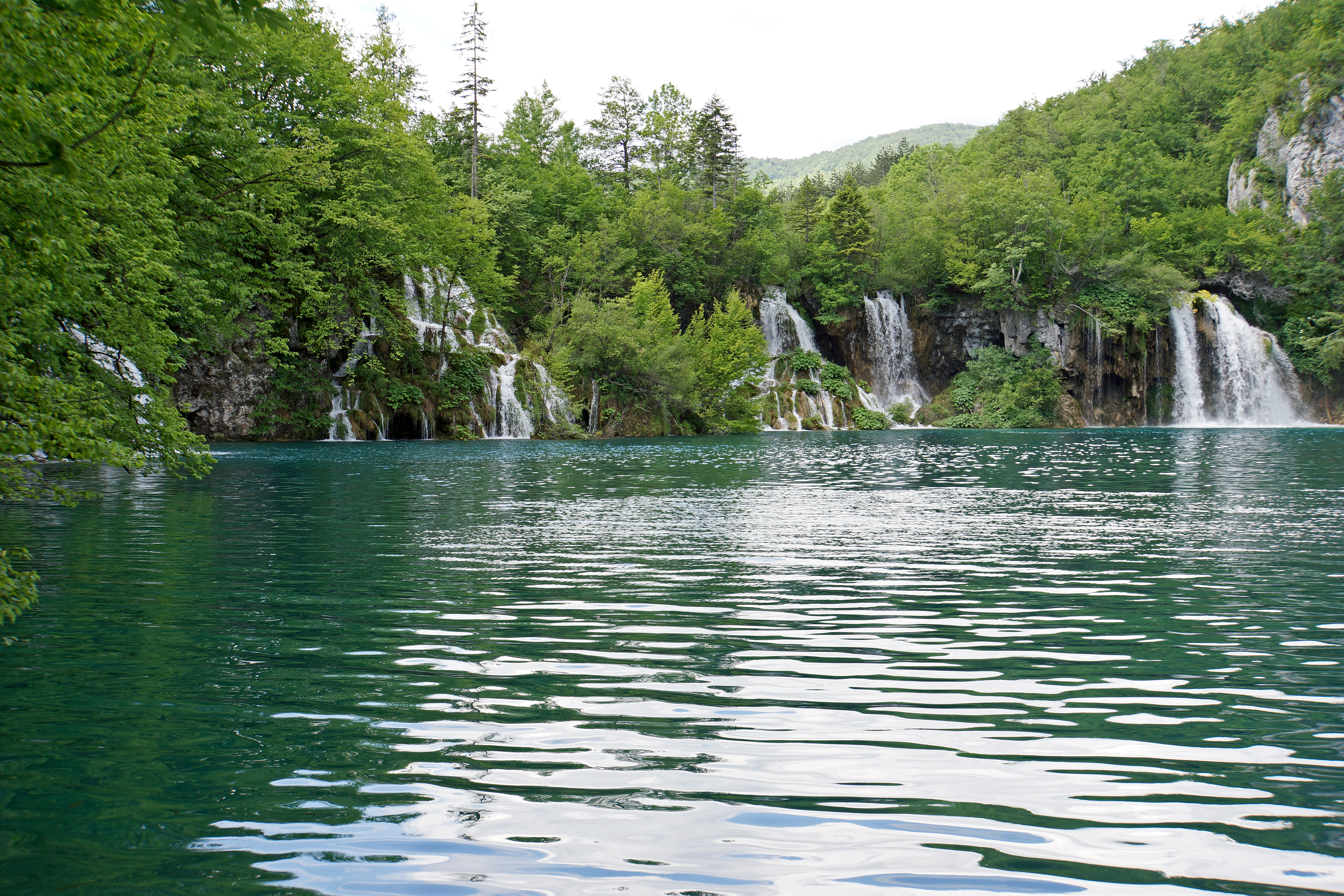
Cachoeiras na Croácia.

As barragens na Croácia desempenham um papel vital na gestão dos recursos hídricos do país, contribuindo para o desenvolvimento econômico, proteção ambiental e bem-estar das comunidades locais:
- Geração de Energia Hidrelétrica: Uma das funções mais significativas das barragens é a geração de energia hidrelétrica. A Croácia possui várias usinas hidrelétricas ao longo de seus rios, que contribuem para a produção de eletricidade, reduzindo a dependência de fontes de energia não renováveis.
- Controle de Inundação: Muitas barragens foram construídas para controlar o fluxo dos rios e prevenir inundações em áreas habitadas. Elas ajudam a regular o volume de água durante períodos de chuva intensa, minimizando danos às propriedades e infraestrutura.
- Abastecimento de Água: Algumas barragens também são usadas para armazenar água e garantir o fornecimento de água potável para as comunidades locais, bem como para a agricultura e outras atividades econômicas.
- Navegação e Recreação: Em certos casos, as barragens criam reservatórios que podem ser usados para fins de navegação, recreação e turismo. Esses corpos d'água oferecem oportunidades para atividades como navegação, pesca, natação e turismo nas áreas circundantes.
- Regulação do Fluxo dos Rios: As barragens permitem controlar o fluxo dos rios, garantindo que haja água suficiente durante os períodos de seca e regulando o fluxo durante os períodos de cheia. Isso é essencial para a agricultura, ecossistemas aquáticos e outras necessidades hídricas.

Algumas das principais barragens da Croácia incluem:
- Barragem de Peruća: Localizada no rio Cetina, no sul da Croácia, a Barragem de Peruća é uma das maiores do país. Foi construída principalmente para controle de inundação, produção de energia hidrelétrica e regulação do fluxo do rio.
- Barragem de HE Senj: Esta barragem está localizada no rio Krka, perto da cidade de Senj, na região de Lika-Senj. É uma das várias usinas hidrelétricas ao longo do rio Krka.[15]
- Barragem de HE Lešće: Situada no rio Kupa, perto da cidade de Ogulin, a Barragem de Lešće é uma importante fonte de energia hidrelétrica na região de Gorski Kotar.[16]
- Barragem de HE Zakučac: Esta barragem está localizada no rio Cetina, perto da cidade de Omiš, na região da Dalmácia. É uma usina hidrelétrica significativa que contribui para a produção de energia elétrica na área.
- Barragem de Jaruga: Localizada no rio Una, perto da cidade de Hrvatska Kostajnica, a Barragem de Jaruga é uma das mais antigas barragens da Croácia. Foi construída para fornecer energia hidrelétrica para a cidade e suas redondezas.

## Costa do Mar Adriático

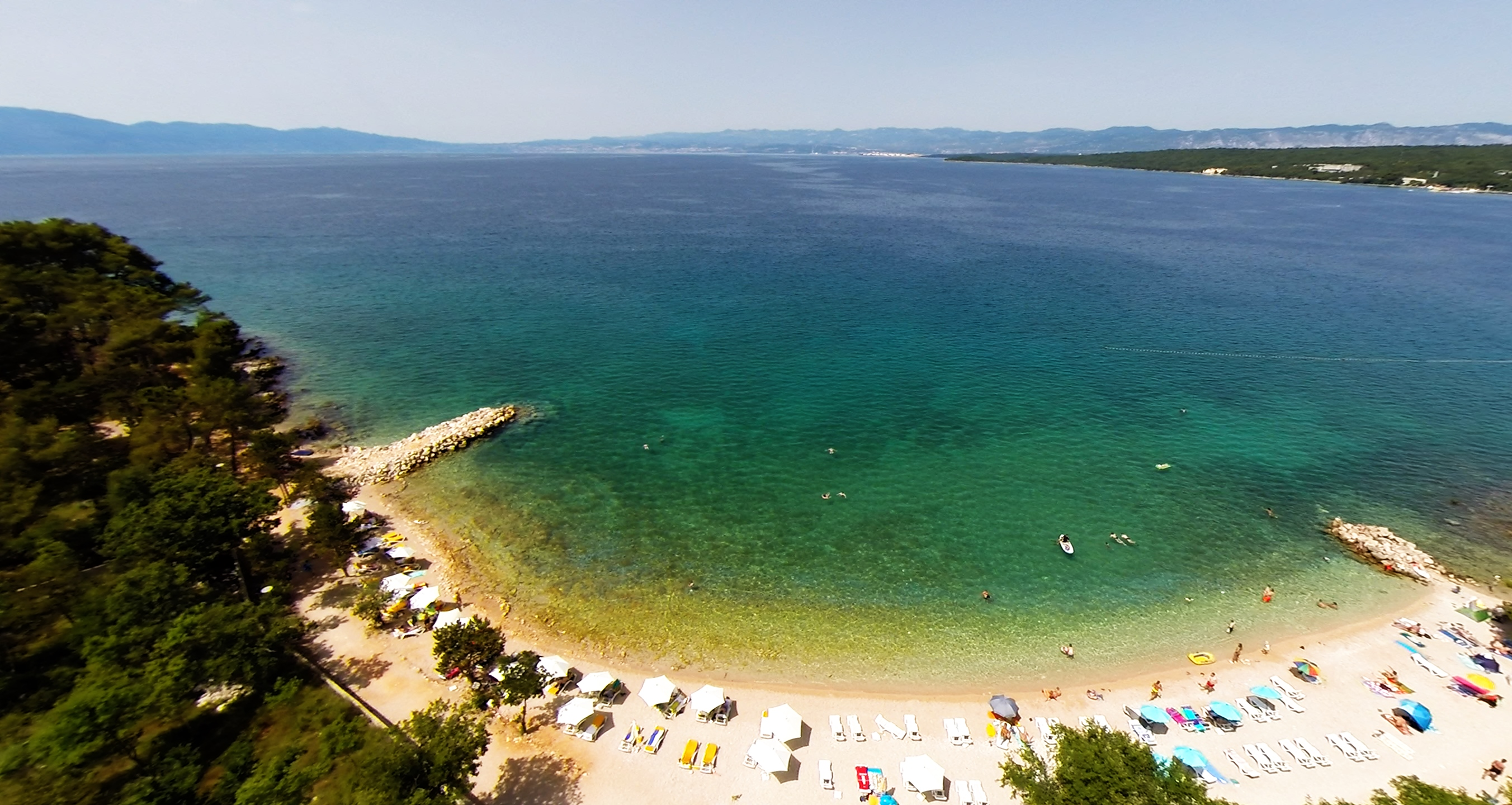
Praia na Croácia

A costa da Croácia ao longo do Mar Adriático é conhecida por sua beleza cênica e suas águas cristalinas. Com mais de 1.100 ilhas, ilhotas e recifes, a costa croata oferece uma variedade de ambientes marinhos, desde praias arenosas até enseadas rochosas pitorescas. As cidades costeiras, como Dubrovnik, Split e Rovinj, são destinos turísticos populares, atraindo visitantes de todo o mundo para suas paisagens deslumbrantes e rica herança cultural.

## Desafios e Conservação
Apesar de sua beleza natural, a hidrografia da Croácia enfrenta desafios significativos devido à poluição, ao desenvolvimento descontrolado e às mudanças climáticas. A gestão sustentável dos recursos hídricos é fundamental para proteger esses ecossistemas preciosos e garantir seu uso adequado para as gerações futuras. Programas de conservação, legislação ambiental e conscientização pública desempenham um papel crucial na preservação da hidrografia da Croácia e na promoção do turismo ecológico responsável.